# Stefan Gierowski
Stefan Gierowski (ur. 21 maja 1925 w Częstochowie, zm. 14 sierpnia 2022) – polski malarz, abstrakcjonista.

## Życiorys

### Wczesne lata
Stefan Gierowski urodził się w Częstochowie, lecz wychował się w Kielcach, gdzie wkrótce po jego narodzinach przeniosła się rodzina Gierowskich. Pochodził z inteligenckiej rodziny, ojciec, Józef Gierowski, był lekarzem, którego zamiłowanie do malarstwa odegrało ważną rolę w pielęgnacji artystycznego powołania syna. Tradycje artystyczne w rodzinie były silnie obecne również dzięki postaci Antoniego Gierowskiego, wuja Józefa, dziewiętnastowiecznego malarza i rysownika. Równie istotne dla wychowania młodego artysty były tradycje patriotyczne. Od wczesnych lat wykazywał zainteresowanie malarstwem i pragnienie doskonalenia się w nim. Młodszy brat historyka i rektora UJ Józefa Andrzeja Gierowskiego. Po wybuchu II Wojny Światowej, Stefan Gierowski wraz z matką Stefanią dołączył do struktur ZWZ, a potem AK i aktywnie uczestniczył w działaniach konspiracyjnych pod pseudonimem „Hubert”. W 1941 r. w wieku 16 lat rozpoczął podziemne kształcenie artystyczne pod okiem Andrzeja Olesia, znanego kieleckiego akwarelisty, które był zmuszony przerwać w 1944 z powodu służbowych przenosin do Inspektoratu Częstochowskiego.

### Okres studiów
Po rozwiązaniu AK, Gierowski przeniósł się do Krakowa, gdzie rozpoczął równolegle studia na Akademii Sztuk Pięknych oraz na Wydziale Historii Sztuki Uniwersytetu Jagiellońskiego. Doświadczenie studiowania historii sztuki okazało się kluczowe dla młodego Gierowskiego w poszerzaniu myślenia o malarstwie i sztuce, otwierając go na nowoczesność. Pod okiem Wojsława Mole napisał pracę seminaryjną pod tytułem “Impresjonizm jako część kultury francuskiej”. Na początku artysta uczył się w szkole prof. Władysława Jarockiego, lecz po zaliczeniu konspiracyjnych zajęć prowadzonych przez Olesia, został przeniesiony na trzeci rok. Studiował w pracowniach Zbigniewa Pronaszki, byłego formisty, a także Karola Frycza, gdzie zgłębiał malarstwo w architekturze oraz tworzył projekty scenografii teatralnych. Zajęcia i rozmowy z Fryczem przybliżyły Gierowskiemu sztukę młodopolską. W pracowni i na studiach poznał także Jerzego Panka, Zbigniewa Grzybowskiego, Stanisława Wójcika i Andrzeja Wróblewskiego. W trakcie trwania studiów nawiązał współpracę z tygodnikiem społeczno-literackim „Wieś”, publikując na jego łamach artykuł o sztuce nowoczesnej, a także ilustrując kolejne wydania.

### Aktywność w środowisku twórczym

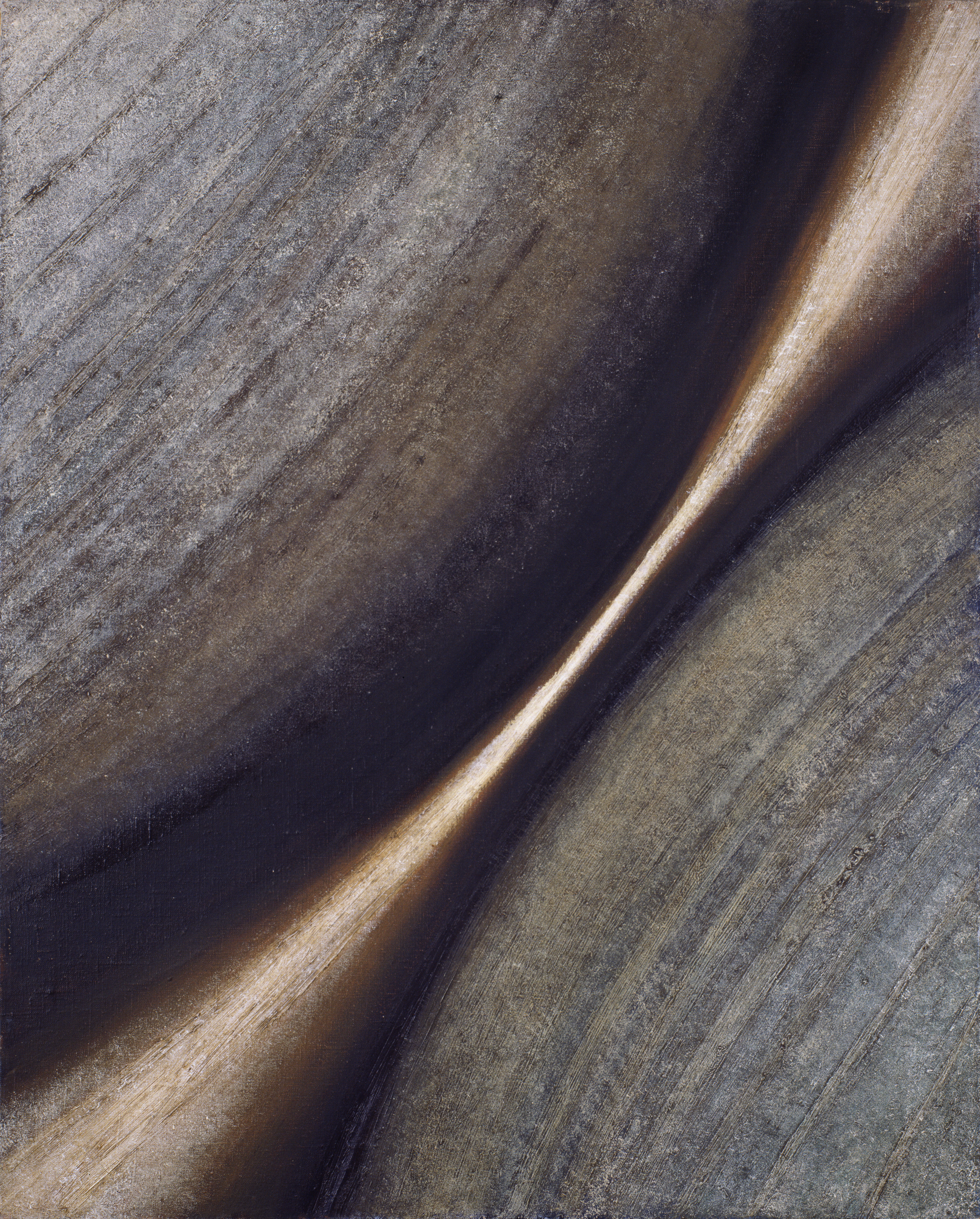
Stefan Gierowski, Obraz CXCIII, 1965

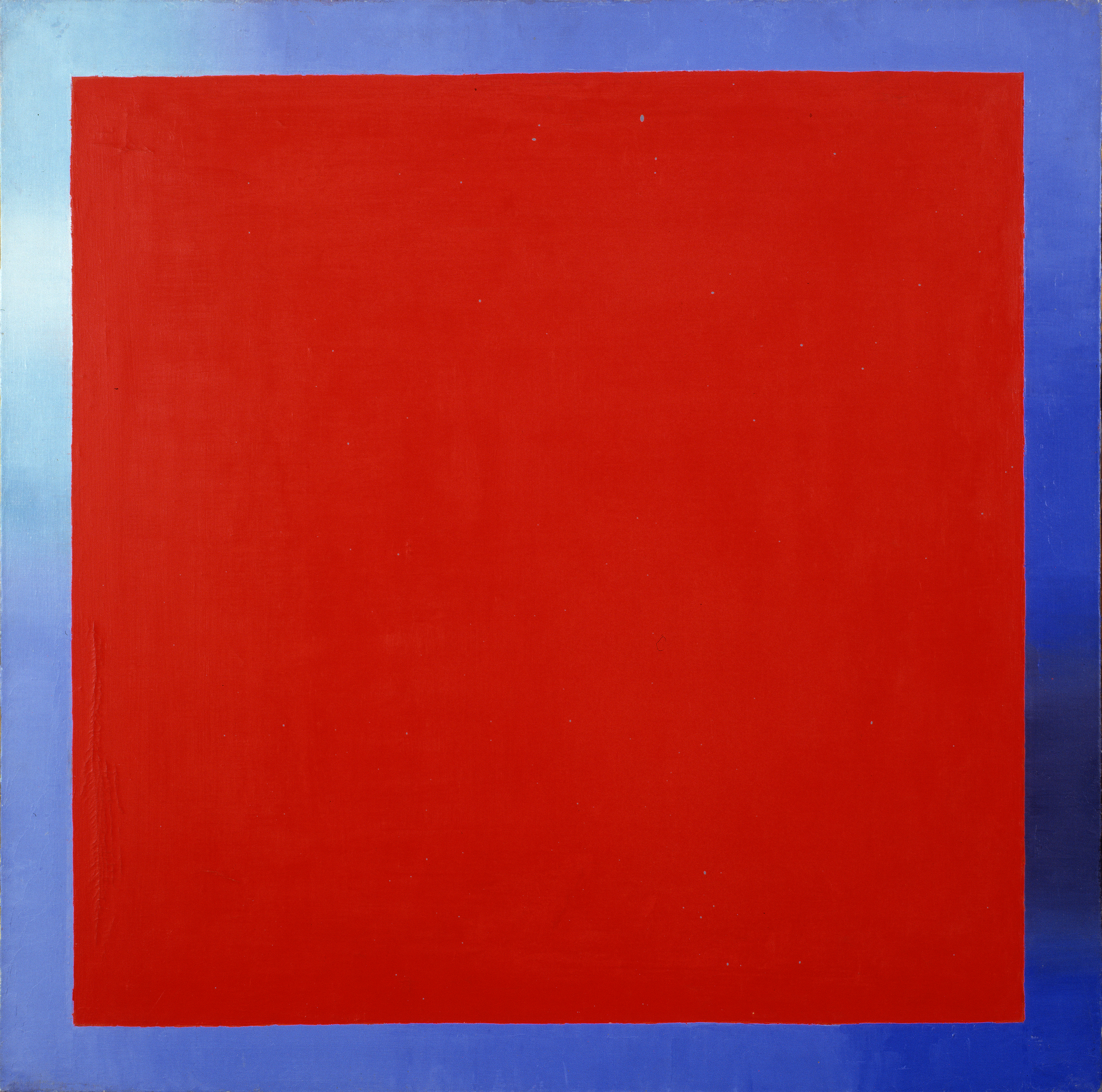
Stefan Gierowski, Obraz CCCII, 1973

Po zakończeniu studiów w 1948 r., Gierowski wrócił do rodzinnych Kielc, gdzie rozpoczął pracę jako referent do spraw plastyki w Wydziale Kultury Urzędu Wojewódzkiego. Prowadził tam także ognisko plastyczne przy Związku Polskich Artystów Plastyków. W 1949 r. artysta dostał propozycję pracy jako redaktor techniczny czasopisma „Wieś”, wskutek czego przeniósł się do Warszawy. W czerwcu tego roku doszło do przypadkowego spotkania artysty z Władysławem Strzemińskim w Muzeum Narodowym w Poznaniu – fragmenty tekstów Strzemińskiego dotyczących „Teorii Widzenia” i unizmu były publikowane na łamach czasopisma „Wieś”.
Następne lata przypadają na rozkwit życia rodzinnego: małżeństwo z Anną Golką i narodziny dwójki dzieci – córki Magdaleny oraz syna Józefa. W tym czasie artysta ilustrował także powieści swojego przyjaciela, również kielczanina, Edmunda Niziurskiego – m.in. Księgę Urwisów. W 1951 r. Gierowski rozpoczął pracę w Wydawnictwie Artystyczno-Graficznym w dziale tek i albumów. W 1955 r. wziął udział w Międzynarodowej Wystawie Sztuki Młodych w Zachęcie, a jego kompozycja „Kocham Życie” uzyskała II nagrodę. Wyróżnienie to zainaugurowało popularność i uznanie Gierowskiego jako malarza nowej generacji. Pozycję tę umocniła praca „Gołębnik” (1955), wystawiona na VI Wystawie Okręgu Warszawskiego w listopadzie tego samego roku, zyskując ogromną popularność wśród krytyków. Również w 1955 w lipcu artysta wziął udział w Ogólnopolskiej Wystawie Młodej Plastyki „Przeciw wojnie – przeciw faszyzmowi”, znanej także jako „Arsenał”, która okazała się wystawą pokoleniową twórców sprzeciwiających się stylistyce socrealizmu. Poznani tam artyści, między innymi Andrzej Wróblewski, Tadeusz Dominik, Magdalena Więcek, Marian Bogusz, Rajmund Ziemski, Jerzy Tchórzewski, Jacek Sempoliński, Alina Szapocznikow stali się długoletnimi znajomi Gierowskiego. Wkrótce artyści ci mieli się stać czołowymi postaciami sztuki swojego pokolenia.
W styczniu 1957 r. artysta po raz pierwszy wystawił swoje dzieła w Galerii Krzywe Koło, rozpoczynając tym samym kilkuletnią, owocną współpracę z Marianem Boguszem i kręgiem artystycznym Galerii. Zaś w lutym tego samego roku na Walnym Zjeździe Delegatów Okręgów ZPAP Stefan Gierowski został wybrany na stanowisko sekretarza. Razem z nowo obranym zarządem, w tym Janem Cybisem, przewodniczącym Związku, a prywatnie swoim przyjacielem, rozpoczął pracę nad nowym statutem ZPAP. Zupełnie zreorganizowano statut i usunięto zeń polityczne lub socjalistyczne elementy. Jego zadaniem była reorganizacja struktur wystawienniczych i popularyzatorskich oraz animowania życia artystycznego w kraju. W rezultacie starań Gierowskiego, otworzono kilkadziesiąt przestrzeni wystawienniczych podległych Związkowi w całej Polsce. W tym samym 1957 roku, który okazał się zwrotny dla twórczości artysty, Gierowski rozpoczął cykl obrazów numerowanych rzymskimi cyframi. Prace te, pokazane na II Wystawie Sztuki Nowoczesnej w Zachęcie przyniosły artyście szerokie uznanie wśród krytyków, m.in. Juliana Przybosia i Zbigniewa Herberta. W następnych latach, Stefan Gierowski wraz z Aleksandrem Wojciechowskim i Marianem Boguszem, wszedł w skład komitetu organizacyjnego Konfrontacji 1960, wydarzenia organizowanego przez Galerię Krzywe Koło, którego podsumowanie nastąpiło 8 września 1960 podczas VII Kongresu Międzynarodowego Stowarzyszenia Krytyków Sztuki (AICA). Wraz z Boguszem i Wojciechowskim odpowiedzialny był za program Konfrontacji, a także sam wystawił swoje prace w ramach jednej z ekspozycji.

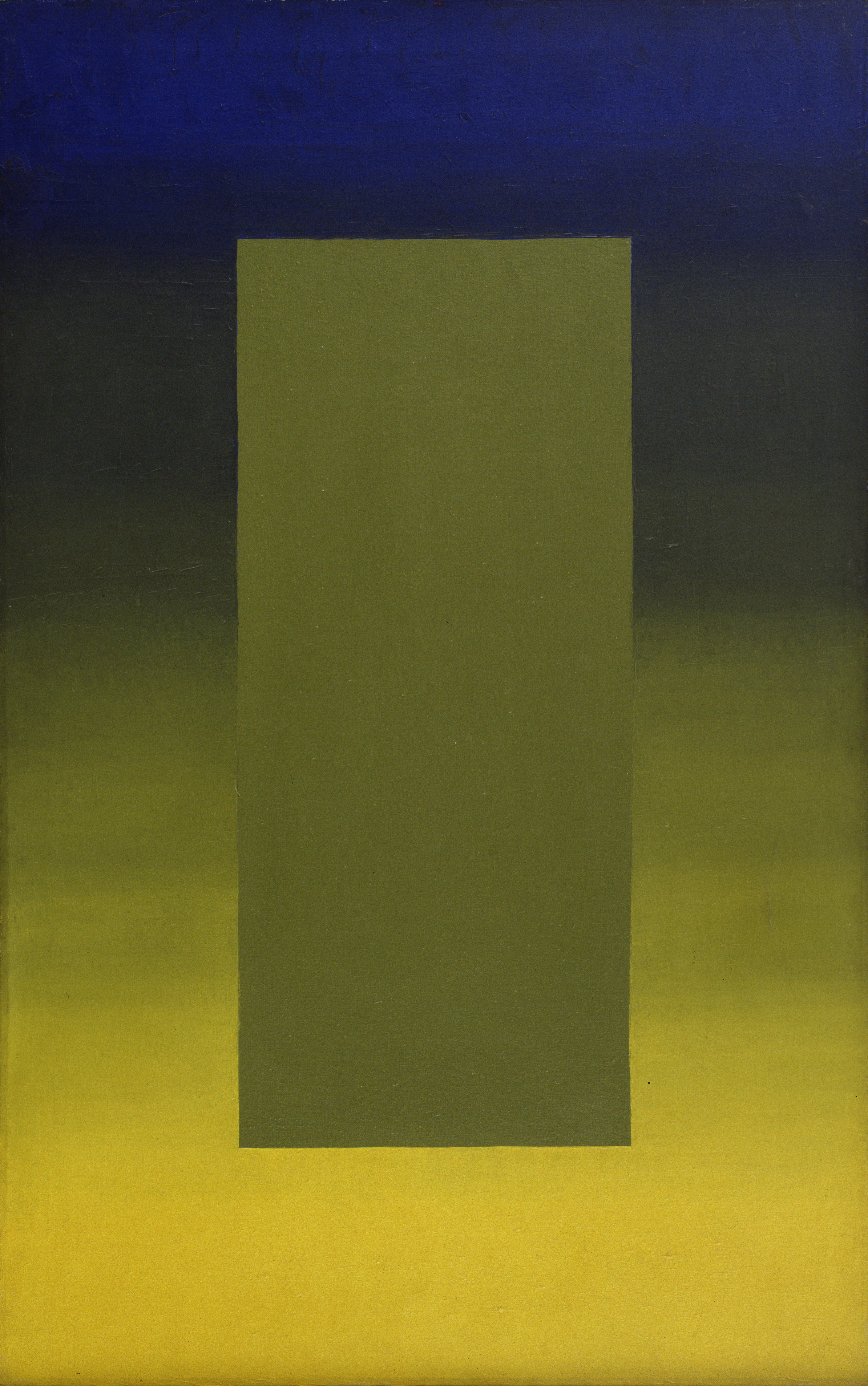
Stefan Gierowski, Obraz CCCLXXI, 1976

W okresie przełomu lat 50. i 60. Stefan Gierowski wielokrotnie wystawiał swoje prace za granicą – uczestniczył w takich artystycznych wydarzeniach jak I Biennale Młodych w Paryżu (1959), V Międzynarodowe Biennale Sztuki Współczesnej w São Paulo (1959) oraz 15 Polish Painters w Museum of Modern Art w Nowym Jorku (1961). W rezultacie sukcesu polskich artystów na Biennale Młodych w Paryżu w 1959, Gierowski jako drugi polski artysta został zaproszony do stworzenia indywidualnej wystawy w galerii Lacloche w Paryżu, której otwarcie przypadło na kwiecień 1961. W tym samym roku, za namową Mariana Wnuka i Jana Cybisa, Gierowski rozpoczął pracę na ASP w Warszawie, obejmując przedmiot Malarstwa w Architekturze w ramach katedry Aleksandra Kobzdeja. Niedługo potem, w 1965 otworzył własną pracownię i rozpoczął kształcenie swoich studentów. Jego styl nauczania charakteryzował się przyjaznym podejściem, otwartością i programem opartym na ogólnych kwestiach malarskich, takich jak kolor lub gatunek malarski. Z pracowni Gierowskiego na przestrzeni lat wyszło ponad stu dyplomantów, a wśród nich znaleźli się Marian Czapla, Krzysztof Wachowiak, Jarosław Modzelewski, Marek Sobczyk, Ryszard Woźniak, Paweł Kowalewski, Tomasz Milanowski, Antoni Starowieyski, a także Jerzy Kalina.
W latach 1975–1981 pełnił funkcję dziekana Wydziału Malarstwa, a w 1983 r. został wybrany rektorem uczelni, lecz wobec sprzeciwu władz stanu wojennego, nie objął powierzonego mu stanowiska. W 1980 został działaczem Solidarności ASP, a w 1981 roku był członkiem Komitetu Organizacyjnego Kongresu Kultury Polskiej. Później, w latach 1982–1988 udzielał się jako członek Rady Głównej i Szkolnictwa Wyższego oraz Rady Wyższego Szkolnictwa Artystycznego. W roku 1986 uzyskał tytuł profesora zwyczajnego. Dziesięć lat później, w 1996 r. przeszedł na pedagogiczną emeryturę. Do 1995 utrzymywał stały kontakt z ZPAP, parokrotnie piastując stanowisko przewodniczącego sekcji malarskiej. Od 1996 roku mieszkał w Konstancinie-Jeziornie pod Warszawą.
W 2014 został członkiem czynnym Polskiej Akademii Umiejętności.
W 2017 r. przy ul. Kredytowej otwarto siedzibę Fundacji Stefana Gierowskiego.
Pochowany na Cmentarzu Wojskowym na Powązkach w Warszawie.

## Nagrody i odznaczenia
Był laureatem Nagrody im. Jana Cybisa przyznawanej malarzom za całokształt twórczości (1980) oraz Nagrody im. Kazimierza Ostrowskiego za wybitne osiągnięcia w dziedzinie malarstwa (2005). W 1989 została mu nadana Odznaka tytułu honorowego „Zasłużony dla Kultury Narodowej”. W 1997 został odznaczony Krzyżem Komandorskim z Gwiazdą Orderu Odrodzenia Polski (1997). W 2005 roku został odznaczony przez ministra kultury Waldemara Dąbrowskiego Złotym Medalem „Zasłużony Kulturze Gloria Artis”.

## Twórczość
W drugiej połowie lat 50. odszedł od malarstwa figuratywnego w kierunku abstrakcji. Nie nadaje swoim pracom tytułów, lecz nazywa je „Obrazami” i numeruje cyframi rzymskimi. Jego obrazy inspirowane są abstrakcją typu informel, unizmem oraz sztuką postkonstruktywistyczną, ale nie da się ich w pełni zakwalifikować do któregoś z tych stylów. Określa się go również mianem kontynuatora szkoły koloryzmu, dzięki wyszukanej grze faktur i kolorów.
W latach 60. jego prace przybliżyły się do kierunków wizualistycznych, w latach 70. natomiast większą uwagę poświęcał wzajemnemu oddziaływaniu pól barwnych. W latach 80. doszło do tego poszukiwanie form artystycznych, które mogłyby spełniać w jego pracach funkcje pojęć werbalnych (Malowanie Dziesięciorga Przykazań, 1986).
Z jego pracowni wywodzą się członkowie grupy artystycznej Gruppa: Marek Sobczyk i Jarosław Modzelewski.

## Wybrane wystawy indywidualne
- 1957 – Galeria Krzywe Koło, Warszawa
- 1959 – Galeria Krzywe Koło, Warszawa
- 1961 – Galerie La Cloche, Paryż
- 1965 – Galerie La Cloche, Paryż
- 1967 – Galeria Zachęta, Warszawa
- 1970 – Galeria Współczesna, Warszawa
- 1976 – Galeria Numaga, Auvernier-Neuchatel
- 1977 – Galeria BWA, Łódź
- 1984 – Galeria SHS, Warszawa
- 1989/90 – Malowanie dziesięciorga przykazań, Muzeum Archidiecezjalne, Warszawa
- 1990 – Galeria Dziekanka, Warszawa
- 1991 – Stefan Gierowski. Obrazy 1958-1991, Galeria Zderzak, Kraków
- 1992 – Stefan Gierowski. Obrazy, Galeria Zachęta, Warszawa
- 1998 – Muzeum Górnośląskie, Bytom
- 2000 – Galeria Stefana Szydłowskiego, Warszawa
- 2000 – Galeria Zachęta, Warszawa
- 2000 – Stefan Gierowski. Obrazy 1957-2000, Muzeum Narodowe, Poznań
- 2018 – Linia w malarstwie, Galeria Bielska BWA, Bielsko-Biała[27]
- 2022 – Stefan Gierowski 2013, Galeria aTAK, Warszawa

## Wybrane wystawy zbiorowe
- 1955 – Ogólnopolska Wystawa Młodej Plastyki, Arsenał, Warszawa
- 1959 – I Biennale Młodych, Paryż
- 1959 – V Międzynarodowe Biennale Sztuki Współczesnej, São Paulo
- 1964 – Cornegie Institute, Pittsburgh
- 1965 – V Biennale di San Marino
- 1966 – Exposition de AIAP, Tokio
- 1968 – I Triennale Sztuki, Nowe Delhi
- 1968 – XXXIV Biennale Sztuki w Wenecji, Wenecja
- 1974 – Polskie Malarstwo Współczesne, Muzeum Sztuki, Caracas
- 1975 – Malarstwo Polskie, Muzeum Sztuki Nowoczesnej, Meksyk
- 1983 – Znak Krzyża, Kościół na ul. Żytniej, Warszawa
- 1985 – Niebo nowe i ziemia nowa, Kościół na ul. Żytniej, Warszawa
- 1985 – Vision and Unity, Muzeum Sztuki, Łódź
- 1991 – Eyeshot. W polu widzenia, Nikolaj, Kopenhaga
- 2002 – Fijałkowski/Gierowski. Wizje malarstwa, Państwowa Galeria Sztuki, Sopot

## Prace w zbiorach
Prace Stefana Gierowskiego znajdują się w kolekcjach instytucjonalnych i prywatnych m.in. w:
Muzeum Narodowe w Warszawie, Muzeum Narodowe w Krakowie, Muzeum Narodowe w Poznaniu, Muzeum Narodowe we Wrocławiu, Muzeum Narodowe w Gdańsku, Muzeum Sztuki w Łodzi, Muzeum Okręgowe im. Leona Wyczółkowskiego w Bydgoszczy, Galeria Arsenał w Białymstoku, Zachęta Narodowa Galeria Sztuki, CSW Zamek Ujazdowski.